# Bühl (Freudenberg, Nordrhein-Westfalen)
Bühl ist ein Stadtteil von Freudenberg im Kreis Siegen-Wittgenstein in Nordrhein-Westfalen mit rund 410 Einwohnern.

## Geografie
Bühl liegt im oberen Talende der Alche auf einer Höhe zwischen 340 und 400 m ü. NN. Berge in der Umgebung sind der Allenfelds Kopf mit 410,1 m Höhe im Süden, Ischeroth mit 467 m Höhe im Westen. Im Norden grenzt der Ort fast an den Büschergrunder Teil Anstoß.
Nachbarorte von Bühl sind Hünsborn im Norden, Oberholzklau im Nordosten, Niederholzklau im Osten, Alchen im Südosten und Büschergrund im Westen.

## Geschichte
Bühl wurde im Jahr 1461 erstmals urkundlich erwähnt.
Im Zuge der kommunalen Gebietsreform wurde das Amt Freudenberg am 1. Januar 1969 aufgelöst, Bühl wurde ein Teil der neugebildeten Stadt Freudenberg.

### Einwohnerzahlen
Einwohnerzahlen des Ortes:
| Jahr | Einwohner |
| ---- | --------- |
| 1818 | 69        |
| 1885 | 129       |
| 1895 | 127       |
| 1905 | 146       |
| 1910 | 132       |
| 1925 | 142       |

| Jahr | Einwohner |
| ---- | --------- |
| 1933 | 144       |
| 1939 | 160       |
| 1950 | 200       |
| 1961 | 182       |
| 1967 | 209       |
| 1994 | 411       |

| Jahr | Einwohner |
| ---- | --------- |
| 2000 | 424       |
| 2010 | 392       |
| 2011 | 377       |
| 2017 | 384       |
| 2019 | 388       |
| 2020 | 413       |

| Jahr | Einwohner |
| ---- | --------- |
| 2021 | 411       |
| 2022 | 418       |

## Infrastruktur und Verkehrsanbindung
Bühl liegt an der östlich der Landstraße 908, die Büschergrund mit Oberholzklau verbindet. Im Ort zweigt die Kreisstraße 6 nach Alchen ab. Die nächste Auffahrt zur Bundesautobahn 45 ist „Freudenberg“, nur etwa einen Kilometer entfernt. Das nächste Industriegebiet liegt an der Autobahn, nur wenige Hundert Meter vom Ort entfernt.